# Municipio de Gum Log
El municipio de Gum Log (en inglés: Gum Log Township) es un municipio ubicado en el condado de Pope en el estado estadounidense de Arkansas. En el año 2010 tenía una población de 1717 habitantes y una densidad poblacional de 33,39 personas por km².

## Geografía
El municipio de Gum Log se encuentra ubicado en las coordenadas 35°16′49″N 92°59′46″O / 35.28028, -92.99611. Según la Oficina del Censo de los Estados Unidos, el municipio tiene una superficie total de 51.43 km², de la cual 51.4 km² corresponden a tierra firme y (0.06%) 0.03 km² es agua.

## Demografía
Según el censo de 2010, había 1717 personas residiendo en el municipio de Gum Log. La densidad de población era de 33,39 hab./km². De los 1717 habitantes, el municipio de Gum Log estaba compuesto por el 94.82% blancos, el 0.47% eran afroamericanos, el 0.47% eran amerindios, el 0.29% eran asiáticos, el 0.06% eran isleños del Pacífico, el 1.57% eran de otras razas y el 2.33% pertenecían a dos o más razas. Del total de la población el 2.91% eran hispanos o latinos de cualquier raza.